# Agrilus yoa
Agrilus yoa – gatunek chrząszcza z rodziny bogatkowatych i podrodziny Agrilinae.
Gatunek ten opisany został w 2019 roku przez Eduarda Jendeka i Wasilija Griebiennikowa na łamach Zootaxa. Jako miejsce typowe wskazano górę Phou Pane w Laosie.
Chrząszcz o klinowatym w zarysie, przysadzistym ciele długości 4,3–5,3 mm. Wierzch ciała jest jednolicie ubarwiony, wypukły. Głowa wyposażona jest w oczy złożone o średnicy mniejszej niż połowa szerokości ciemienia. Ciemię jest gęsto pomarszczone i ma głęboki pośrodkowy wcisk. Czułki mają piłkowanie zaczynające się od czwartego członu. Przedplecze jest poprzeczne, najszersze na tylnej krawędzi; ma szeroki płat przedni na wysokości przednich kątów, lekko łukowate brzegi boczne i rozwarte kąty tylne. Na powierzchni przedplecza występuje para płytkich i wąskich wcisków bocznych; brak wcisków środkowych. Prehumerus jest słabo rozwinięty. Boczne żeberka przedplecza są umiarkowanie zbieżne. Tarczka jest przysadzista. Pokrywy mają owłosienie ułożone w łatki i plamki oraz wspólnie wyokrąglony wierzchołek. Przedpiersie ma głęboko i łukowato wykrojoną odsiebną krawędź płata oraz płaski wyrostek międzybiodrowy o niemal równoległych bokach. Wyrostek międzybiodrowy zapiersia jest wgnieciony. Odwłok ma zmodyfikowany poprzeczną wypustką pierwszy spośród widocznych sternitów (wentryt) oraz łukowatą wierzchołkową krawędź pygidium. Genitalia samca cechują się symetrycznym i spłaszczonym edeagusem. Samice mają wyraźnie wydłużone pokładełko.
Owad orientalny, endemiczny dla Półwyspu Indochińskiego, znany tylko z prowincji Houaphan w Laosie oraz prowincji Ninh Binh w północnym Wietnamie.